# Душелан
Душела́н — село в Баргузинском районе Бурятии. Входит в сельское поселение «Уринское».

## География
Расположено в Баргузинской долины по автодороге местного значения Усть-Баргузин — Уро — Майский, на 31 км восточнее районного центра, села Баргузин, и в 7 км к северо-востоку от центра сельского поселения — села Уро.

## Население
| 2002 | 2010 |
| ---- | ---- |
| 219  | ↘171 |

## Инфраструктура
Фельдшерско-акушерский пункт.
Сельский клуб.

## Экономика
Личные подсобные хозяйства.

## Достопримечательности
- Онкули — могильник неолита и средневековья, расположенный на левом берегу реки Баргузин, в местности Онкули, в 7-10 км от села.